# Roujan
Roujan település Franciaországban, Hérault megyében. Lakosainak száma 2297 fő (2022. január 1.). Roujan Alignan-du-Vent, Caux, Gabian, Margon, Neffiès, Pouzolles és Vailhan községekkel határos.

## Népesség
A település népessége az elmúlt években az alábbi módon változott:
| Lakosok száma | 1481 | 1409 | 1366 | 1852 | 1990 | 2077 | 2158 | 2187 | 2223 | 2297 |
|               | 1968 | 1982 | 1990 | 2006 | 2013 | 2015 | 2017 | 2019 | 2020 | 2022 |